# معاون سیاسی و اجتماعی وزیر کشور
معاون سیاسی و اجتماعی وزیر کشور  مهم‌ترین معاون وزارت کشور در ایران بود که پیش از انتخابات مجلس ششم، به دو معاونت «سیاسی» و «امور اجتماعی و شوراها» تفکیک شد.
پیشنهاد برای انتخاب استانداران و فرمانداران به وزیر کشور و برگزاری انتخابات از جمله وظایف معاون سیاسی و اجتماعی در حوزهٔ سیاسی بود.

## فهرست
| ر.  | نام        | نام                           | نگاره                         | آغاز تصدی                   | پایان تصدی     | دولت              | وزیر        | رئیس دولت | م.          |
| --- | ---------- | ----------------------------- | ----------------------------- | --------------------------- | -------------- | ----------------- | ----------- | --------- | ----------- |
| ۱   |            | سید صادق طباطبایی (۱۳۹۳–۱۳۲۲) |                               | ۱۳ اسفند۱۳۵۷                | .۱۳۵۸          | موقت              | حاج‌سیدجوادی | بازرگان   | [ ۲ ]       |
| ۱   | صباغیان    | سید صادق طباطبایی (۱۳۹۳–۱۳۲۲) |                               | ۱۳ اسفند۱۳۵۷                | .۱۳۵۸          | موقت              |             | بازرگان   | [ ۲ ]       |
| ۲   |            | سید مصطفی میرسلیم (زادهٔ ۱۳۲۶) |                               | .۱۳۵۸                       | .۱۳۶۰          | موقت شورای انقلاب | رفسنجانی    | بهشتی     |             |
| ۲   | مهدوی کنی  | سید مصطفی میرسلیم (زادهٔ ۱۳۲۶) | بنی‌صدر                        | .۱۳۵۸                       | .۱۳۶۰          | موقت شورای انقلاب | [ ۳ ]       |           |             |
| ۲   | مهدوی کنی  | سید مصطفی میرسلیم (زادهٔ ۱۳۲۶) | نخست                          | .۱۳۵۸                       | .۱۳۶۰          | رجایی             | [ ۴ ] [ ۵ ] |           |             |
| ۳   | مهدوی کنی  |                               | نخست                          | محمدحسین سرورالدین (زادهٔ ؟) |                | رجایی             | .۱۳۶۰       | آبان۱۳۶۰  | [ ۶ ] [ ۷ ] |
| ۳   | مهدوی کنی  | دوم                           | باهنر                         | محمدحسین سرورالدین (زادهٔ ؟) |                |                   | .۱۳۶۰       | آبان۱۳۶۰  |             |
| ۳   | موقت       | نیک‌روش                        | مهدوی کنی                     | محمدحسین سرورالدین (زادهٔ ؟) | [ ۸ ] [ ۹ ]    |                   | .۱۳۶۰       | آبان۱۳۶۰  |             |
| (۲) |            | نیک‌روش                        | سید مصطفی میرسلیم (زادهٔ ۱۳۲۶) |                             | آبان۱۳۶۰       | .۱۳۶۱             | سوم         | موسوی     | [ ۱۰ ]      |
| (۲) | ناطق نوری  | .                             | سید مصطفی میرسلیم (زادهٔ ۱۳۲۶) |                             | آبان۱۳۶۰       | .۱۳۶۱             | سوم         | موسوی     |             |
| ۴   | ناطق نوری  |                               | عباس آخوندی (زادهٔ ۱۳۳۶)       |                             | .۱۳۶۱          | .۱۳۶۴             | سوم         | موسوی     |             |
| ۵   |            | سید محمد صدر (زادهٔ ۱۳۳۰)      |                               | .۱۳۶۴                       | ۲۸ شهریور ۱۳۶۸ | چهارم             | محتشمی‌پور   | موسوی     |             |
| ۵   |            | سید محمد صدر (زادهٔ ۱۳۳۰)      |                               | .۱۳۶۴                       | ۲۸ شهریور ۱۳۶۸ | چهارم             | محتشمی‌پور   | موسوی     |             |
| ۶   |            | محمد عطریانفر (زادهٔ ۱۳۳۲)     |                               | ۲۸ شهریور ۱۳۶۸              | ۸ شهریور ۱۳۷۲  | پنجم              | نوری        | رفسنجانی  | [ ۱۱ ]      |
| ۷   |            | علیرضا تابش (۱۴۰۰–۱۳۳۱)       |                               | ۸ شهریور ۱۳۷۲               | ۸ شهریور ۱۳۷۶  | ششم               | بشارتی      | رفسنجانی  | [ ۱۲ ]      |
| ۸   |            | سید مصطفی تاج‌زاده (زادهٔ ۱۳۳۵) |                               | ۶ شهریور ۱۳۷۶               | ۱۵ آذر ۱۳۷۸    | هفتم              | نوری        | خاتمی     | [ ۱۳ ]      |
| ۸   | تاج‌زاده    | سید مصطفی تاج‌زاده (زادهٔ ۱۳۳۵) |                               | ۶ شهریور ۱۳۷۶               | ۱۵ آذر ۱۳۷۸    | هفتم              |             | خاتمی     | [ ۱۳ ]      |
| ۸   | موسوی لاری | سید مصطفی تاج‌زاده (زادهٔ ۱۳۳۵) |                               | ۶ شهریور ۱۳۷۶               | ۱۵ آذر ۱۳۷۸    | هفتم              |             | خاتمی     | [ ۱۳ ]      |